# Doktor Kościoła

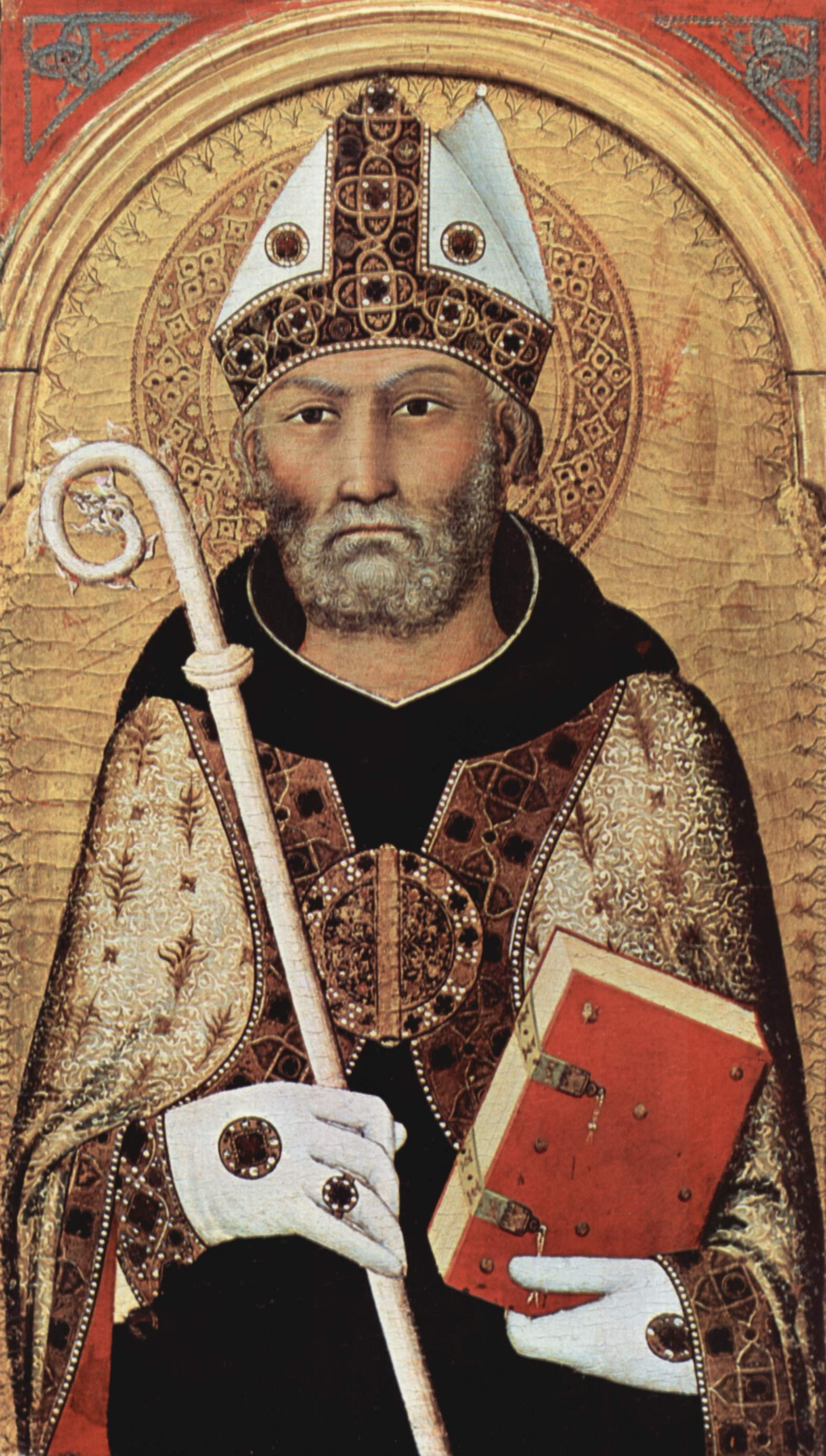
św. Augustyn

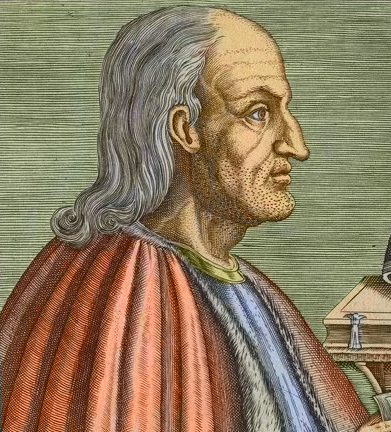
Anzelm z Canterbury

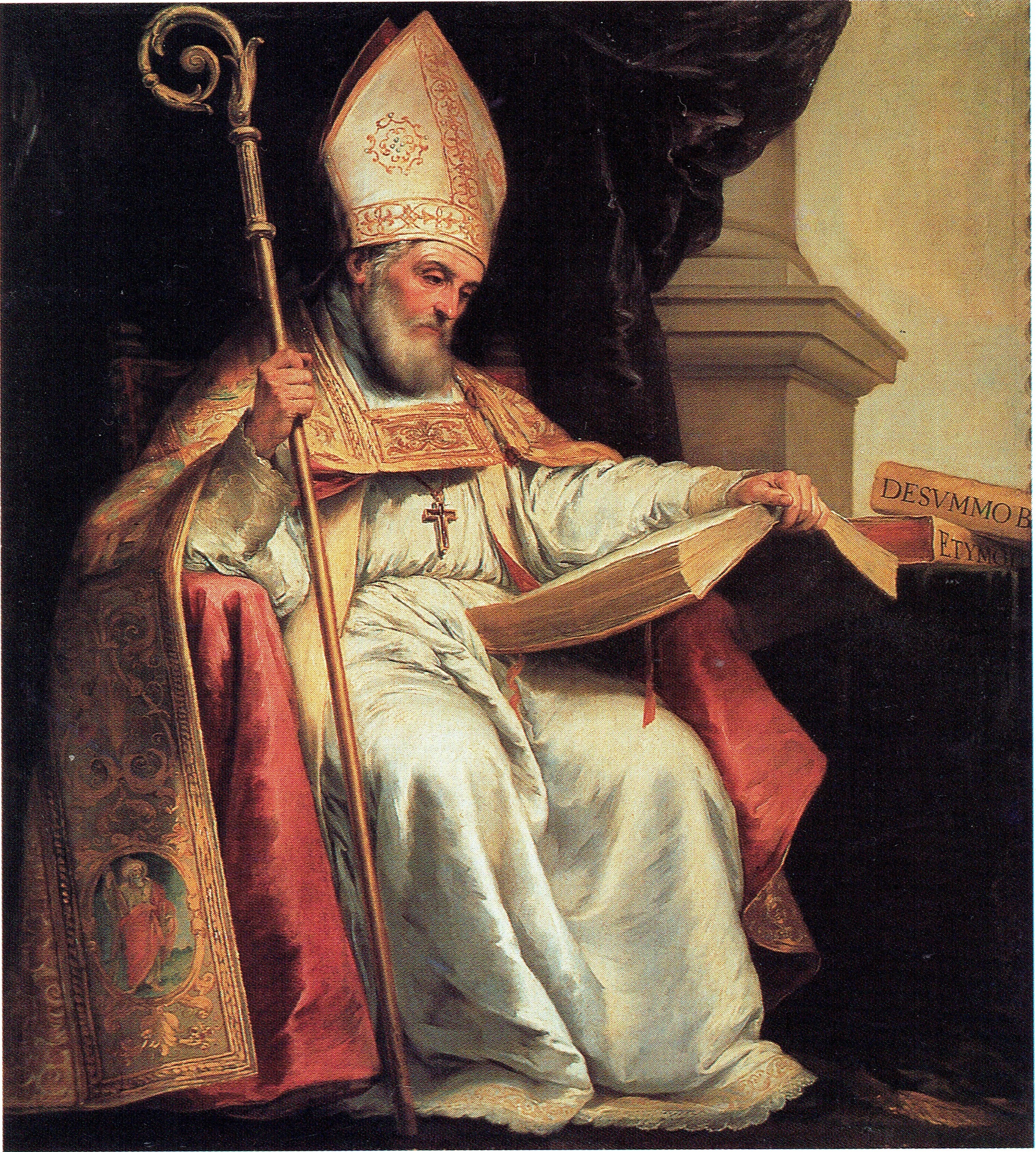
Izydor z Sewilli

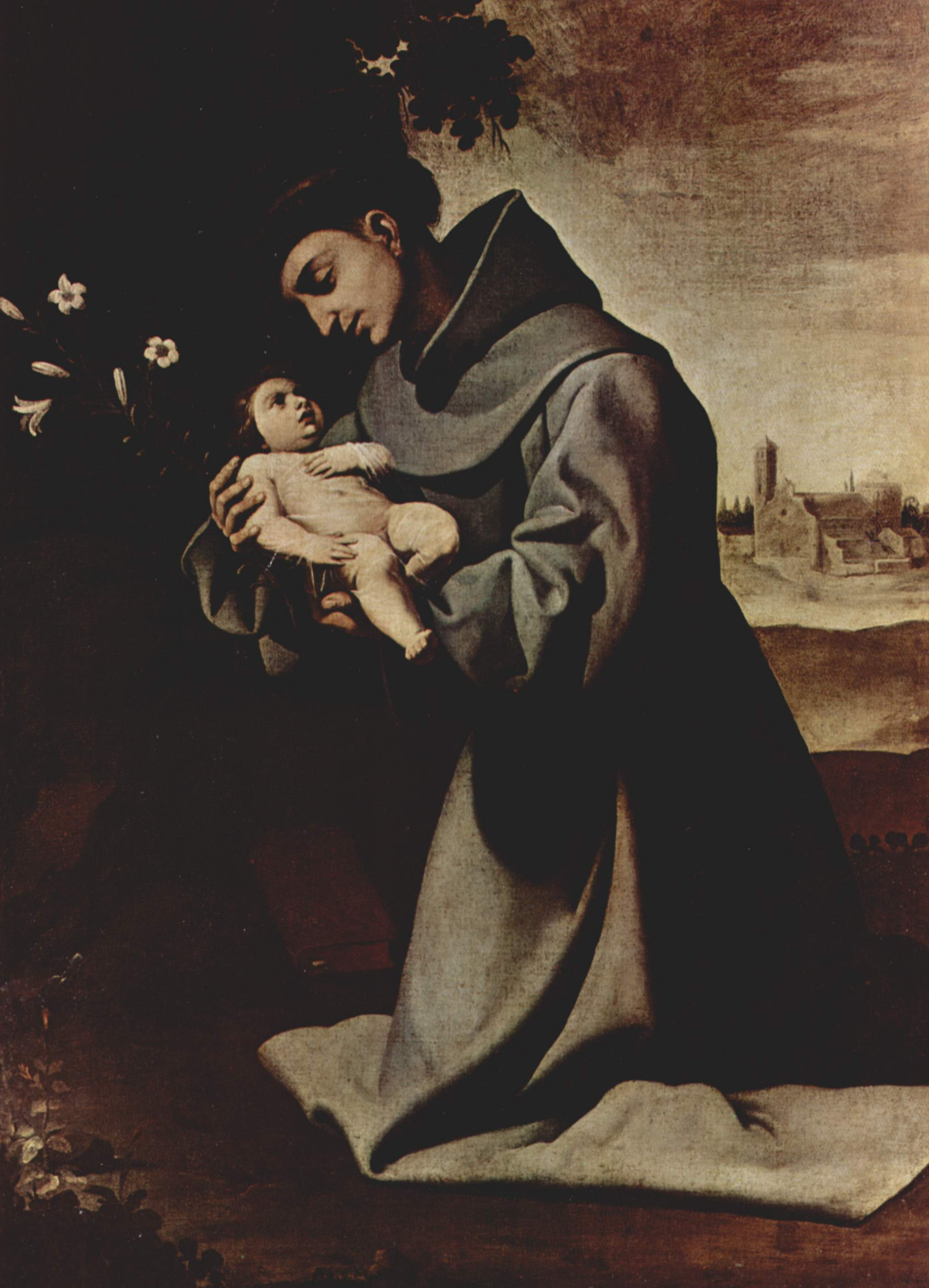
Antoni z Padwy

Tytuł doktora w Kościele katolickim określa tych świętych, którzy „wnieśli znaczący wkład w pogłębienie zrozumienia misterium Boga i wydatnie powiększyli bogactwo doświadczenia chrześcijańskiego”. O ile tytuł ojca Kościoła zarezerwowany jest dla żyjących w starożytności, to tytuł doktora może zostać nadany świętemu z każdej epoki.
Pierwszym, który przekazał listę uznanych doktorów Kościoła, był w VIII w. św. Beda Czcigodny (w 1899 roku również ogłoszony doktorem Kościoła). Oto jego wykaz:
- św. Ambroży
- św. Augustyn
- św. Hieronim
- św. Grzegorz Wielki

W XVI w. papież Pius V rozciągnął na cały Kościół wspólne rubryki liturgiczne, odnoszące się do celebrowania dni wspomnień świętych doktorów. W 1970 r. papież Paweł VI przyznał tytuł doktora Kościoła Teresie z Ávili, która tym samym została pierwszą kobietą w tym gronie.
| Lp. | Święty                   | Przydomek (łac. titulorum doctoralis)       | Data proklamacji |
| --- | ------------------------ | ------------------------------------------- | ---------------- |
| 1.  | Ambroży z Mediolanu      | Doktor Dziewic (Doctor Virginum)            | 03 III 1298      |
| 2.  | Augustyn z Hippony       | Doktor Łaski (Doctor Gratiae)               | 03 III 1298      |
| 3.  | Hieronim ze Strydonu     | Doktor Pisma Świętego (Doctor Scripturae)   | 03 III 1298      |
| 4.  | Grzegorz I               | Doktor Moralności (Doctor Moralis)          | 03 III 1298      |
| 5.  | Tomasz z Akwinu          | Doktor Anielski (Doctor Angelicus)          | 11 IV 1567       |
| 6.  | Atanazy Wielki           | Doktor Ortodoksji (Doctor Orthodoxiae)      | 09 VII 1568      |
| 7.  | Bazyli Wielki            | Doktor Niebiański (Doctor Caelestis)        | 09 VII 1568      |
| 8.  | Grzegorz z Nazjanzu      | Doktor Teolog (Doctor Theologus)            | 09 VII 1568      |
| 9.  | Jan Chryzostom           | Doktor Kościoła (Doctor Ecclesiae)          | 09 VII 1568      |
| 10. | Bonawentura z Bagnoregio | Doktor Seraficki (Doctor Seraphicus)        | 14 III 1588      |
| 11. | Anzelm z Canterbury      | Doktor Wspaniały (Doctor Magnificus)        | 08 II 1720       |
| 12. | Izydor z Sewilli         | Doktor Etymologii (Doctor Etymologiae)      | 25 IV 1722       |
| 13. | Piotr Chryzolog          | Doktor Homilii (Doctor Homiliarius)         | 19 II 1729       |
| 14. | Leon I Wielki            | Doktor Jedności (Doctor Unitatis)           | 15 X 1754        |
| 15. | Piotr Damiani            | Doktor Monastycyzmu (Doctor Monasticus)     | 27 IX 1828       |
| 16. | Bernard z Clairvaux      | Doktor Miodopłynny (Doctor Mellifluus)      | 20 VIII 1830     |
| 17. | Hilary z Poitiers        | Doktor Łaciny (Doctor Latinitatis)          | 13 V 1851        |
| 18. | Alfons Maria Liguori     | Doktor Najgorliwszy (Doctor Zelantissimus)  | 23 III 1871      |
| 19. | Franciszek Salezy        | Doktor Miłości (Doctor Caritatis)           | 19 VII 1877      |
| 20. | Cyryl Jerozolimski       | Doktor Katechetyczny (Doctor Catecheticus)  | 28 VII 1882      |
| 21. | Cyryl z Aleksandrii      | Doktor Wcielenia (Doctor Incarnationis)     | 28 VII 1882      |
| 22. | Jan z Damaszku           | Doktor Ortodoksji (Doctor Orthodoxus)       | 29 VIII 1890     |
| 23. | Beda Czcigodny           | Doktor Czcigodny (Doctor Venerabilis)       | 13 XI 1899       |
| 24. | Efrem Syryjczyk          | Doktor Harmoniczny (Doctor Harmonicus)      | 05 X 1920        |
| 25. | Piotr Kanizjusz          | Doktor Katechetyczny (Doctor Catechisticus) | 21 V 1925        |
| 26. | Jan od Krzyża            | Doktor Mistyczny (Doctor Mysticus)          | 24 VIII 1926     |
| 27. | Robert Bellarmin         | Doktor Apologetyczny (Doctor Apologeticus)  | 17 IX 1931       |
| 28. | Albert Wielki            | Doktor Uniwersalny (Doctor Universalis)     | 16 XII 1931      |
| 29. | Antoni z Padwy           | Doktor Ewangeliczny (Doctor Evangelicus)    | 16 I 1946        |
| 30. | Wawrzyniec z Brindisi    | Doktor Apostolski (Doctor Apostolicus)      | 19 III 1959      |
| 31. | Teresa z Ávili           | Doktor Modlitwy (Doctor Orationis)          | 27 IX 1970       |
| 32. | Katarzyna ze Sieny       | Doktor Najukochańsza (Doctor Amantissima)   | 04 X 1970        |
| 33. | Teresa z Lisieux         | Doktor Miłości (Doctor Amoris)              | 19 X 1997        |
| 34. | Hildegarda z Bingen      | Doktor Subtelny (Doctor Subtilis)           | 07 X 2012        |
| 35. | Jan z Ávili              | Doktor Ewangeliczny (Doctor Evangelicus)    | 07 X 2012        |
| 36. | Grzegorz z Nareku        | Doktor Poetycki (Doctor Poeticus)           | 12 IV 2015       |
| 37. | Ireneusz z Lyonu         | Doktor Jedności (Doctor Unitatis)           | 21 I 2022        |
| 38. | Jan Henryk Newman        |                                             | 31 VII 2025      |